# Santa Cruz Tlamapa
Santa Cruz Tlamapa o también llamado Tlamapa, se localiza en el municipio de Axapusco del Estado de México. La localidad se encuentra a una altura media de 2380 metros sobre el nivel del mar. La población total de Tlamapa es de 522  personas, de las que 259 son hombres y 263 mujeres (2013)

## Etimología
Tlamapa significa:
Tierra que esta a la mano
Tlalli-Tierra / Maitl-Mano / Pa-Sobre.

### época prehispánica
Tlamapa en esos tiempos fue un pequeño señorío azteca que abarcaba de Tetepantla hasta Cuautlacingo y formaba parte del reino de Alcohuacan, al gobernante de Tlamapa en ese tiempo se le denominaba Tlamapatzin. Desde tiempos antiguos Tlamapa y Cuautlacingo tenían guerras por posesión de tierras al igual con Xamimilolpan.

### época de la colonia
Después de la batalla de Otumba ocurrida el 7 de julio de 1520, Tlamapa logra su fundación en el año de 1526. Un año antes Tlamapa construye su primera y única iglesia hecha por los frailes franciscanos, tiene una imagen similar a la iglesia de San Agustín de Acolman.
La iglesia de Santa Cruz Tlamapa está construida sobre una “pirámide”. Su fachada es de estilo plateresco que esta también adornado con guías vegetales y tiene un cordón franciscano que sirve como alfiz. Su atrio sirvió como un cementerio donde sepultaban a los frailes, tlamapatzines y criollos.
En el año de 1560 la iglesia de Tlamapa ya contaba con sus capillas posas a las cuatro esquinas de la cuadra de la iglesia y era visitada por la gente de Otumba, años después la población de Tlamapa sufrió una epidemia de viruela que causó muchas muertes.
En el año de 1577 Tlamapa era un pueblo tributario y que pagaba tributo a la Santa iglesia catedral del arzobispado de México.

### época contemporánea
Desde 1901 la iglesia de Tlamapa pertenece a la parroquia de san Esteban protomártir de Axapusco. Años después la iglesia de Tlamapa y la gente católica de Tlamapa son víctimas del cierre del culto religioso ocurrido en 1926 por el expresidente de México Plutarco Elías Calles, tres años después se reabre el culto en todas las iglesias de México. La iglesia de Tlamapa fue uno de los importantes santuarios católicos del país desde 1550 hasta 1958
La iglesia de Tlamapa sufrió muchas remodelaciones a lo largo de su historia entre la más conocida y la más reciente la restauración de 1965 o también llamada la restauración de monseñor Gregorio Aguilar y Gómez: restauró el retablo churrigueresco y las paredes, y le agregó la cúpula actual, Gregorio Aguilar y Gómez [1895-1977]. Abad de la Insigne y Nacional Basílica de Guadalupe en el año de 1956, fue un hombre amable y generoso que regalaba juguetes y despensas a la comunidad de Tlamapa durante 1963 y 1970, en honor a monseñor Gregorio se le bautizó a la avenida principal de Axapusco y de Tlamapa.

## Festividades

### Fiesta en honor al Señor de la Ascensión
Es la fiesta principal de Tlamapa, que se celebra conforme al calendario litúrgico católico y el día de la Solemnidad de la Ascensión del Señor (40 días después de la muerte y resurrección de Jesús). Esta festividad inicia con el novenario que se realiza por calles, donde cada una hace su junta y se organizan para los festejos del novenario 
Orden del novenario
1. Calle la Bezana
2. Calle Álvarez
3. Calle Alcatraz y Azares
4. Calle Nochebuena
5. Calle Gregorio Aguilar y las rosas
6. Calle Violetas
7. Calle Jacarandas
8. Calle Gregorio Aguilar Norte y Geranios
9. Calle Girasoles

El miércoles (de la VI semana de Pascua) llegan los floristas para adornar la iglesia y poner la portada de la iglesia y de las entradas del atrio. La gente del pueblo se encarga de adornar sus calles con adornos de color similares a la ropa del Cristo, además de limpiar las calles donde va a pasar la solemne procesión.
Anteriormente se hacia una procesión con el Señor De La Ascención, sin embargo por su desgaste a través de los años se ha cancelado esta procesión, y ahora son los fieles los que deben visitar la casa del Señor De La Ascención. 
Pueblos que visitaba el señor de la ascensión y la procesión
1. Pueblo de San Miguel Atepoxco  (Municipio de Nopltepec): Capilla de San Miguel Arcángel y casa de la Familia Blancas.
2. Barrio de San Antonio Axapusco (Municipio de Axapusco) Capilla de San Antonio, Casa de la Familia Luna y Hueyocos
3. Pueblo de Axapusco             (Municipio de Axapusco): Templo Parroquial de San Esteban Protomártir, y Casa de la Familia Cid.

Durante la Solemne procesión, había pausas en cada uno de los lugares, en donde se ofrece pirotecnia, flores, velas y música a la venerable imagen patronal.
Finalmente la procesión se dirigía a Tlamapa, donde la imagen era recibida por el repique de campanas a vuelo y salva pirotécnica, así dada por terminada la procesión que dura entre 7-10 horas.
A las 6:00 a. m. del Jueves (Jueves de la Ascensión o de la VI Semana de Pascua) la Banda Interpreta las mañanitas, acompañada por los repiques de campanas y salva de Cohetes.
12:00 p. m. La venerable Imagen Patronal sale de su templo para recibor a las imágenes de los pueblos circunvecinos junto con su mayordomía, fiscalía o cofradía para después dirigirse a la Iglesia donde se celebrará la Solemne Eucaristía de fiesta, donde al terminar hay un convivio que ofrece la comunidad de Tlamapa para sus pueblos vecinos y  que se lleva a cabo en el atrio mayor.
Sábado se reciben a las peregrinaciones que organiza los pueblos vecinos y algunos pueblos lejanos, donde después de una breve procesion se celebra la misa del peregrino. De manera paralela en las inmediaciones de la Plaza Principal se organiza un evento llamado "Rock en el Pueblo" donde las bandas originarias de la población hacen su debut y al mismo tiempo se invita a un grupo famoso como estelar. 
Domingo
a las 6:00 a. m. se tocan las mañanitas por la banda, acompañado por repiques de campanas, y muchas salvas de cohetes, alrededor de la 1 o 2 se oficia la misa más solemne de la fiesta, que es oficiada por el párroco y en ocasiones por el obispo de la diócesis de Teotihuacan. terminada la misa da inicio a la procesión de Santísimo que recorre toda la cuadra de la iglesia, esta costumbre conmemora la epidemia de viruela que hubo en Tlamapa en el siglo XVI y también el abandóno de las ermitas y su destrucción. 
Alrededor de las 10:00 se quema el castillo y demás fuegos pirotécnicos y a partir del castillo sigue el baile de feria.
El día lunes se hace la última misa de la fiesta que se hace en honor al Santo patrón para dar gracias por finalizar las fiestas patronales y también por las imágenes que se quedaron de vista, ese mismo día la mayordomía organiza un jaripeo y terminando el jaripeo sigue la fiesta.

### El 12 de diciembre
Es una de las celebraciones principales de la población de Tlamapa.
la festividad inicia con el novenario en honor a la virgen de Guadalupe y tiene la misma organización por calles para el novenario.
Un día antes del 12 de Diciembre se organiza un recorrido por las calles del pueblo que está amenizada por banda, cohetes, repiques de campanas y oraciones 
el recorrido inicia en la iglesia de Tlamapa y de ahí la imagen de la virgen se recorre por las calles de Tlamapa y la calle principal de San Antonio Axapusco.
Llegando a San Antonio se repica la campana y se quema una gran salva de cohetes, después del recibimiento se hace un pequeño convivio;terminando el convivio la procesión sigue caminando por las calles de Tlamapa hasta que finalmente llega a la iglesia y se repican las campanas y se hecha una gran salva de cohetes.
El día 12 a las 11:00 a. m. se celebra la misa en honor a la virgen de Guadalupe y terminando la misa se hace una procesión por el atrio mayor.

### Semana Santa
Es una de las festividades mayores de Tlamapa que cuenta con la colaboración y participación del Barrio de san Antonio Axapusco.
Esta festividad inicia con una rifa de los días que le toca a Tlamapa 
de semana santa y a san Antonio.
en esos días las comunidades de Tlamapa y de san Antonio se unen para celebrar, durante esos días se destacan las procesiones, las misas, el viacrucis, rosarios y las vísperas.

### El 3 de mayo
Es una de las fiestas menores de la comunidad de Tlamapa
esta festividad inicia con los rosarios en honor al señor de la Santa cruz que inician desde 9 días antes de la festividad.
El día 2 de Mayo a las 7:00 p. m. se repican las campanas de la iglesia y se queman una salva de cohetes esta costumbre se le llama la oración.
El día 3 a las 6:00 a. m. se repican las campanas y se quema una gran salva de cohetes.a las 11:00 a. m. se celebra la santa misa en honor al Señor de la Santa cruz y se hace una procesión por el atrio.

### El sagrado corazón de Jesús
Esta fiesta es una de las fiestas menores de la población de Tlamapa
esta festividad inicia con los rosarios del mes de junio que son dedicados al sagrado corazón de Jesús, los rosarios son alrededor de las 6:00 p. m. en la iglesia de Tlamapa.
la festividad es el día del sagrado corazón de Jesús, ese día hay una misa solemne y un pequeño convivio en el atrio menor de la iglesia.

### Las posadas
Es una de las festividades menores de Tlamapa,
esta festividad surgió de las posadas de los agustinos creadas por fray Diego de Soria y aprobadas por el papa Sixto V. Estas posadas tienen su origen en el ex-convento agustino de san Agustín de Acolman y de ahí las propagó por todas las iglesias y conventos de la región, hasta que finalmente llegó a la iglesia de Tlamapa y los franciscanos lo utilizaron como medio de propagación de la fe. Esta festividad que en Tlamapa comienzan el día 16 de Diciembre y se celebran en la iglesia de Tlamapa inicia con el tradicional rosario y termina con la piñata,  los aguinaldos se reparten en el atrio menor de la iglesia (que se encuentra enfrente de la sactristia y de lado derecho de la iglesia) y las piñatas ahí mismo se rompen.

### El 15 y 16 de septiembre
Es una de las fiestas mayores de Tlamapa y es la única fiesta cívica que se celebra en Tlamapa. esta fiesta inicia el día 15 de septiembre con el recorrido de la reina de las fiestas patrias hasta su casa y llega a la plaza donde toda la gente la recibe con aplausos, después sigue la interpretación de los bailables que organiza los jóvenes de Tlamapa, después sigue los honores a la bandera y después el grito en ese momento se empiezan a tocar las campanas de la iglesia y se quema una gran salva de fuegos pirotécnicos, después sigue el baile y la convivencia con antojitos .
El día 16 el kinder y la primaria de Tlamapa hacen un desfile por las calles de Tlamapa y concluye con el himno al estado de México.

### Personajes ilustres
Monseñor Gregorio Aguilar y Gómez
Natural del barrio de San Antonio, Nació de padres maestros. Estudió en la Universidad Pontificia Urbaniana. Fue ordenado sacerdote el año 1945 en la basílica de San Juan de Letrán en Roma. Abad de la Insigne y Nacional Basílica de Guadalupe.

## Los códices
Desde la época de la construcción de la iglesia los códices tlamapenses han sido de gran utilidad para saber más sobre la historia de Tlamapa.

### El códice No. 1 de Santa Cruz Tlamapa
Este códice data del año de 1526 fecha de la fundación de Tlamapa y de la iglesia, este manuscrito está escrito en lengua nahuatl y esta hecho con papel de amate y tinta;
Este códice habla sobre el nombre completo de Tlamapa, sus tlamapatzines, los cuidadores del templo y de las generaciones. Perteneció a la colección de Lorenzo Buturini Benaduchi y fue decomisado en Italia

### El códice No. 3 de Santa Cruz Tlamapa (tributario)
Este códice data del año de 1576, este manuscrito está escrito sobre papel europeo. este escrito trata sobre los tributos que pagaba Tlamapa a la catedral de México.